# Serdar
 Ovo je glavno značenje pojma Serdar. Za druga značenja pogledajte Serdar (grad).
Serdar, djelatni je vojni i počasni naslov.

## Podrijetlo pojma
Prefiks ser ima podrijetlo u perzijskom jeziku i znači glava a sufiks dar na arapskom znači domoljub.
Riječ serdar je na južnoslavenska područja preuzet iz turskoga jezika, gdje serdar ili sirdar označavaju prvorangiranog vojnog zapovjednika. U Osmanskom Carstvu bio je to naslov janjičarskoga zapovjednika u pojedinim nahijama, ali i vrhovnoga vojskovođe na ratnom pohodu imenovanog od sultana, u južnoslavenskim krajevima pod osmanskom vlašću naziv serdar označavao je vojvodu, vojnoga zapovjednika a u mletačkoj Dalmaciji, serdar je bio niži časnički čin. U Indiji i Afganistanu serdar je plemenski glavar ili dvorski dostojanstvenik. Taj se je naslov često nasljeđivao unutar iste obitelji.
Istoznačnica serdaru u 18. stoljeću je čin general. 

## Crnogorski serdari
Prvi pomeni crnogorskih serdara, zapovjednika pojedinačnih plemenskih i nahijskih postrojba, potječu iz 17. stoljeća. Sredinom 18. stoljeća povjesnica je dokumentirala dvojicu crnogorskih serdara, Sava Petrovića i Vuka Radonjića. Koncem 18. stoljeća postojalo je petorica crnogorskih serdara.
U vrijeme Petra II. Petrovića Njegoša, serdarske obitelji bile su: Petrovići-Njegoš, Vukotići, Đuraškovići, Martinovići, Perovići, Plamenci, Drekalovići, Mijuškovići, Boškovići, Božovići, Dulovići, Medenice, Vlahovići i Laketići.
Koncem 19. stoljeća, jačanjem vojnih i državnih ustanova crnogorske države, serdar postaje sve manje djelatni, a sve više počasni naslov koju dodjeljuje monarh Nikola I. Petrović.
Do konca neovisnosti Kraljevine Crne Gore bilo je preostalo ukupno šest serdara: Janko Vukotić, Joko Jovićević, Rade Plamenac, Ilija Begović, Miro Gagović i Mašan Božović.